# Phratora quadrithoracilis
Phratora quadrithoracilis is een keversoort uit de familie bladkevers (Chrysomelidae). De wetenschappelijke naam van de soort werd in 2005 gepubliceerd door Ge & Yang in Ge, Li & Yang.